# Henriksson
Henriksson ist ein patronymisch gebildeter schwedischer Familienname mit der Bedeutung „Sohn des Henrik“.

## Bekannte Namensträger
- Anders Henriksson (* 1977), schwedischer Handballspieler
- Anna-Maja Henriksson (* 1964), finnische Politikerin
- Daniel Henriksson (* 1978), schwedischer Eishockeytorwart
- Gustav Henriksson (* 1998), schwedischer Fußballspieler
- Janne Henriksson (* 1981), finnischer Fußballtorhüter
- John Henriksson (1883–1948), finnischer Schwimmer
- Jonas Henriksson (* 1976), schwedischer Fußballspieler
- Julia Henriksson (* 2000), schwedische Leichtathletin
- Krister Henriksson (* 1946), schwedischer Schauspieler
- Linnea Henriksson (* 1986), schwedische Sängerin und Liedermacherin
- Marie Henriksson (* 1955), schwedische Curlerin
- Nils Henriksson (1455–1523), norwegischer Ritter
- Nils Olof Henriksson (1928–2023), finnischer Radrennfahrer
- Nils Gunnar Henriksson (1920–1999), schwedischer Mediziner, Hochschullehrer und Autor
- Richard Henriksson (* 1982), schwedischer Fußballspieler
- Sofia Henriksson (* 1994), schwedische Skilangläuferin
- Tord Henriksson (* 1965), schwedischer Dreispringer